# 포 올 맨카인드
《포 올 맨카인드》(영어: For All Mankind)는 애플 TV+에서 2019년 11월부터 방영된 미국의 공상 과학 드라마이다. 미국이 아닌 소련이 최초의 유인 달 착륙을 한 대체 역사 작품이다.